# Villareda
Villareda (llamada oficialmente San Pedro de Vilareda) es una parroquia y una aldea española del municipio de Palas de Rey, en la provincia de Lugo, Galicia.

## Otras denominaciones
La parroquia también es conocida por el nombre de San Pedro de Villareda.

## Organización territorial
La parroquia está formada por ocho entidades de población:

### Entidades de población
Entidades de población que forman parte de la parroquia:
- Agrolento
- Carballido
- Murices (Mourices)
- Outeiro
- Puricelas
- Rumín
- Villareda (Vilareda)

### Despoblado
Despoblado que forma parte de la parroquia:
- Outeiriño

## Demografía

### Parroquia
| Gráfica de evolución demográfica de Villareda (parroquia) entre 2000 y 2020 |
|                                                                             |
| Datos según el nomenclátor publicado por el INE.                            |

### Aldea
| Gráfica de evolución demográfica de Villareda (aldea) entre 2000 y 2020 |
|                                                                         |
| Datos según el nomenclátor publicado por el INE.                        |